# Anthony Rossomando
Anthony Rossomando (Hamden, 21 februari 1976) is een Amerikaanse muzikant. Hij was van 2005 to 2008 de gitarist van de Britse post-punkband Dirty Pretty Things. Hiervoor was Rossomando actief als gitarist in de Amerikaanse garagerockband The Damn Personals, waar hij tot hun opsplitsing mee speelde. Ook speelde Rossomando tussen 2003 en 2004 vaak mee met The Libertines als vervanger van de afwezige Pete Doherty.

## Discografie

#### Met The Damn Personals
- 2000 • Driver/Driver
- 2002 • Standing Still In the USA

#### MetDirty Pretty Things
- 2006 • Waterloo to Anywhere
- 2008 • Romance at Short Notice